# Pyrnik
Pyrnik – wieś w Polsce położona w województwie lubuskim, w powiecie zielonogórskim, w gminie Bojadła.
W latach 1975–1998 miejscowość administracyjnie należała do województwa zielonogórskiego.

## Zabytki
Do wojewódzkiego rejestru zabytków wpisana jest:
- dzwonnica wiejska, szachulcowa, z połowy XIX wieku[5]

## Historia wsi
Wzmiankowana w 1482 roku(Pirnig) oraz w 1541 roku(Pyrnick). W 1482 roku była w rękach rodu von Zabeltitz. Później wieś jest w posiadaniu rodziny von Dyhern. W 1688 roku wymieniany jako właściciel dóbr jest Wolf Alexander von Stosch, od którego w 1689 roku zakupił wieś Heinrich Johann von Dünnewald, właściciel Zaboru, ożeniony z Kathariną Elisabeth von Blumenthal. Po nim dobra dziedziczy jego syn, Ludwig von Dünnewald(1712). W 1722 roku majątek w posiadaniu Johana Tobiasa von Knobelsdorff. Kolejnym właścicielem dóbr zostaje baron von Zedlitz wymieniony w 1748 roku ale już w 1765 roku majątek w posiadaniu Friedricha Hansa Karla księcia von Schӧnaich-Carolath.  W 1791 roku wieś posiada Ernst August Ferdinand von Schӧnaich-Carolath. Posiadał dobra do 1829 roku. Od 1845 roku posiada księżniczka Johanne Biron( 1773- 1876), żona Franciszka Pignatellego księcia Acerenza di Belmonte. Kolejnym posiadaczem majątku zostaje Pauline Marie Louise księżna von  Hohenzollern-Hechingen a następnie hrabiowie von Rothenburg.